# Semín
Semín je obec v okrese Pardubice v Pardubickém kraji. Leží asi pět kilometrů severozápadně od Přelouče, patnáct kilometrů západně od Pardubic. Žije zde 618 obyvatel.
V Semíně se nachází jediná lokalita výskytu kozince písečného (Astragalus arenarius) v ČR. Toto místo je chráněno jako NPP Semínský přesyp.

## Historie
První písemná zmínka o vesnici pochází z roku 1339 a jejím prvním majitelem byl Heřman ze Semína. Roku 1379 vládl na Semíně Mikuláš Tatka ze Semína, který se rovněž stal patronem a investorem kostela Svatého Jana Křtitele. V 15. století patřil Semín rodu Hanykéřů. Z roku 1480 pochází první a zároveň poslední písemná zmínka o semínské tvrzi, která po roce 1497 pustla a poté beze stop zanikla (do současnosti se dochovalo jen tvrziště v podobě umělého návrší). V roce 1480 získal panství Jan Kapoun ze Smiřic, které je postoupil své dceři Anně (kamenný náhrobek se znaky rodu Kapounů ze Smiřic se nachází ve vstupní místnosti semínského kostela). Od Anny ze Smiřic panství koupil Jan Zdechovský ze Sekeřic - jednalo se o posledního majitele, který na panství skutečně trvale sídlil. V roce 1497 pak od Jana Zdechovského ze Sekeřic zakoupil „Semín nad Labem, tvrz pustou, ves celou …“ Vilém II. z Pernštejna. Semín se tím stal součástí druhého největšího panství na území Čech (po panství rožmberském) a jeho význam tak podstatně stoupl.
Vilém II. z Pernštejna nechal v Semíně postavil renesanční budovu (později zvanou zámek Semín) za účelem správy západní části panství. V této době také vznikl Opatovický kanál, díky němuž se Semím stal rybníkářskou oblastí (největší rybník se nacházel východně od obce a nazýval se "Semínskej", nebo také "Jezero"). Byl zde také vybudován mlýn s pilou.
V roce 1560 se panství dostalo do císařského držení: díky výhodné poloze v sousedství hřebčína v Kladrubech nad Labem je pro svého syna Maxmiliána II. koupil císař Ferdinand I. Semín byl pak v držení císaře až do 19. století, kdy byl prodán rakouské bance a od ní zakoupil v roce 1866 panství nový majitel, Richard baron Drasche z Wartinbergu. Po vzniku Československa v roce 1918 byl majetek barona Drasche konfiskován a rozparcelován.

## Obyvatelstvo
| Rok            | 1869 | 1880 | 1890 | 1900 | 1910 | 1921 | 1930 | 1950 | 1961 | 1970 | 1980 | 1991 | 2001 | 2011 | 2021 |
| -------------- | ---- | ---- | ---- | ---- | ---- | ---- | ---- | ---- | ---- | ---- | ---- | ---- | ---- | ---- | ---- |
| Počet obyvatel | 721  | 785  | 867  | 826  | 787  | 768  | 763  | 656  | 712  | 682  | 611  | 521  | 527  | 511  | 594  |
| Počet domů     | 88   | 106  | 120  | 128  | 141  | 139  | 165  | 171  | 180  | 177  | 164  | 203  | 213  | 225  | 238  |

## Obecní správa

### Obecní symboly
Znak a vlajka byly obci uděleny rozhodnutím předsedy Poslanecké sněmovny Parlamentu České republiky dne 20. ledna 2005.

## Pamětihodnosti

### Akvadukt
Semínský akvadukt je významným středověkým dílem, vybudovaným v letech 1498–1521. Převádí tok Opatovického kanálu (umělý kanál, který byl vybudován roku 1513 a jeho celková délka byla 34,7 km) přes Sopřečský potok. Akvadukt je zajímavou technickou památkou.

### Zvonice
Na okraji semínského hřbitova se nachází dřevěná zvonice ze 16. století, ve které jsou umístěny dva zvony. Menší se jmenuje Poledník a je z roku 1542, větší, Ježíš, nebo také Jan, byl odlit roku 1606.

## Rodáci
V budově bývalého renesančního zámku, později přestavěného na pivovar, se narodil 13. března 1880 český kubistický architekt Josef Gočár, autor mj. Domu U Černé Matky Boží v Praze.
Dalším semínským rodákem je archeolog Čeněk Chvojka (8. února 1850 - 11./20. října 1914) jeden ze zakladatelů ukrajinské archeologie, ředitel muzea v Kyjevě.

## Sport
V obci Semín působí fotbalový klub TJ Sokol Semín, jehož čtyři družstva hrála v sezóně 2018/2019 následující soutěže:
| Družstvo | Soutěž                                             |
| -------- | -------------------------------------------------- |
| A-tým    | TROFEJE.CZ IV.třída - Přeloučsko - muži            |
| U13      | HOTEL TRIM okresní přebor - ml.žáků U13-Přeloučsko |
| U9       | GASCO OP mladších přípravek U9 - Přeloučsko        |
| Veteráni | PORTER okresní přebor - veteráni nad 40 let        |

## Galerie

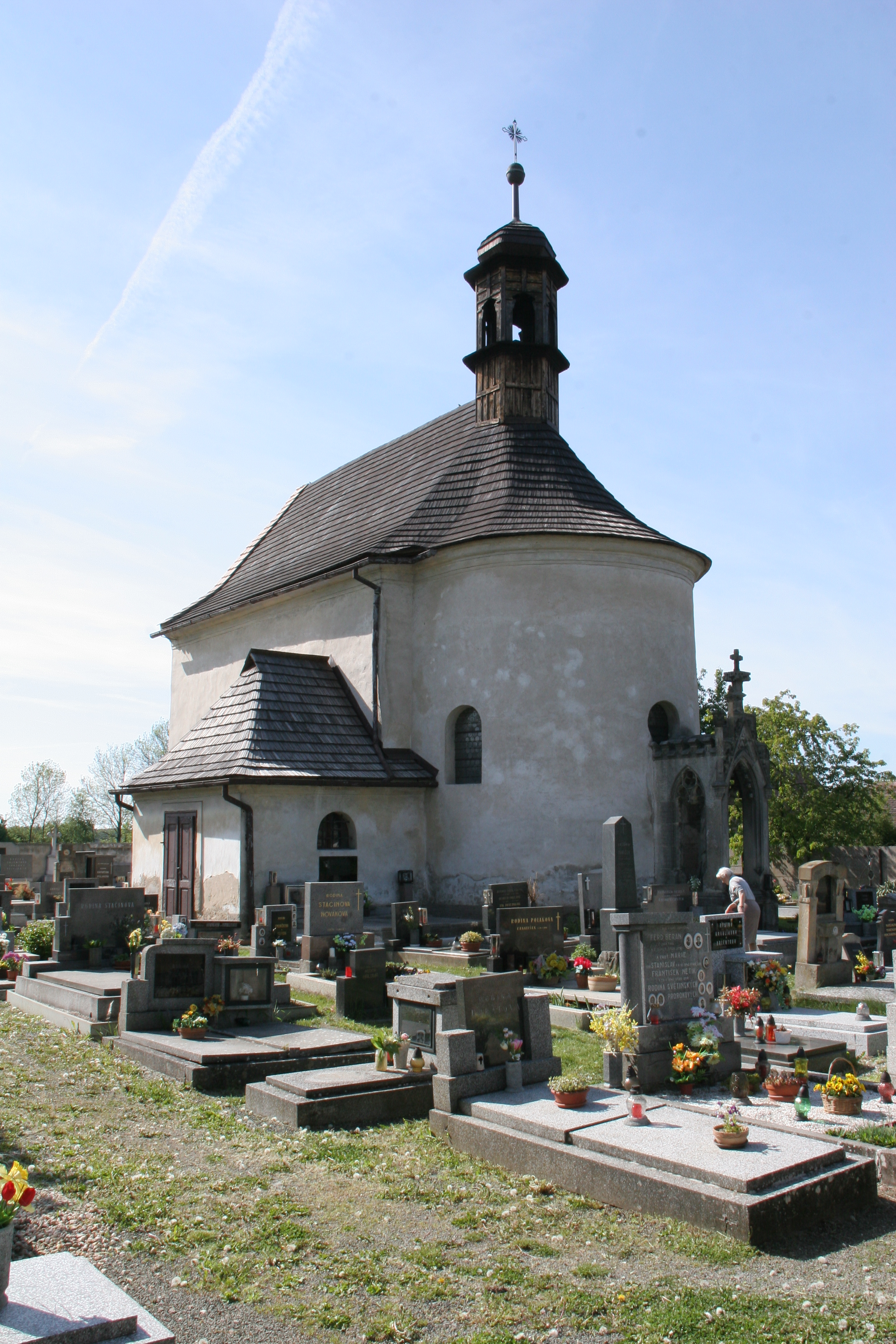
Kostel
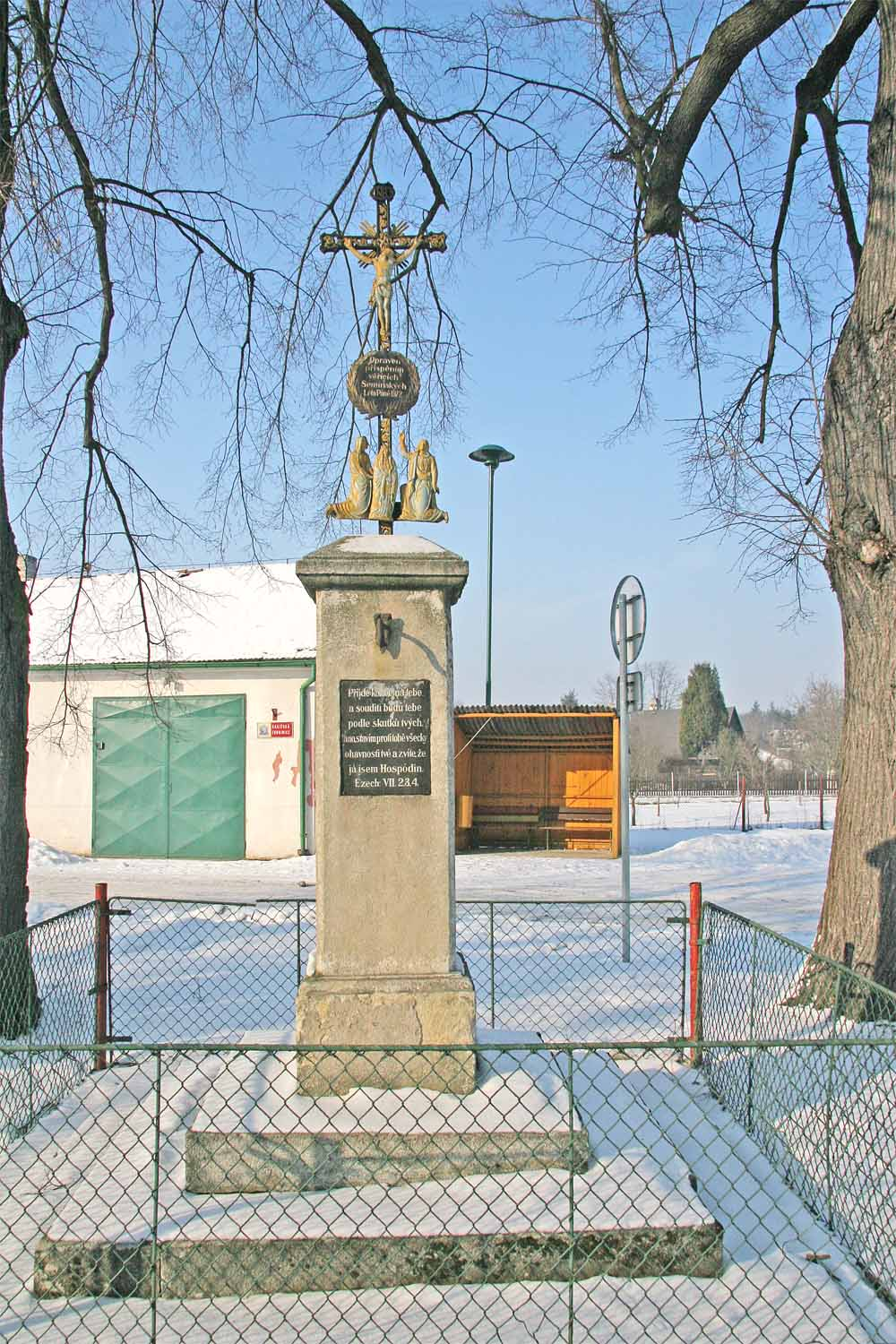
Boží muka v Semíně
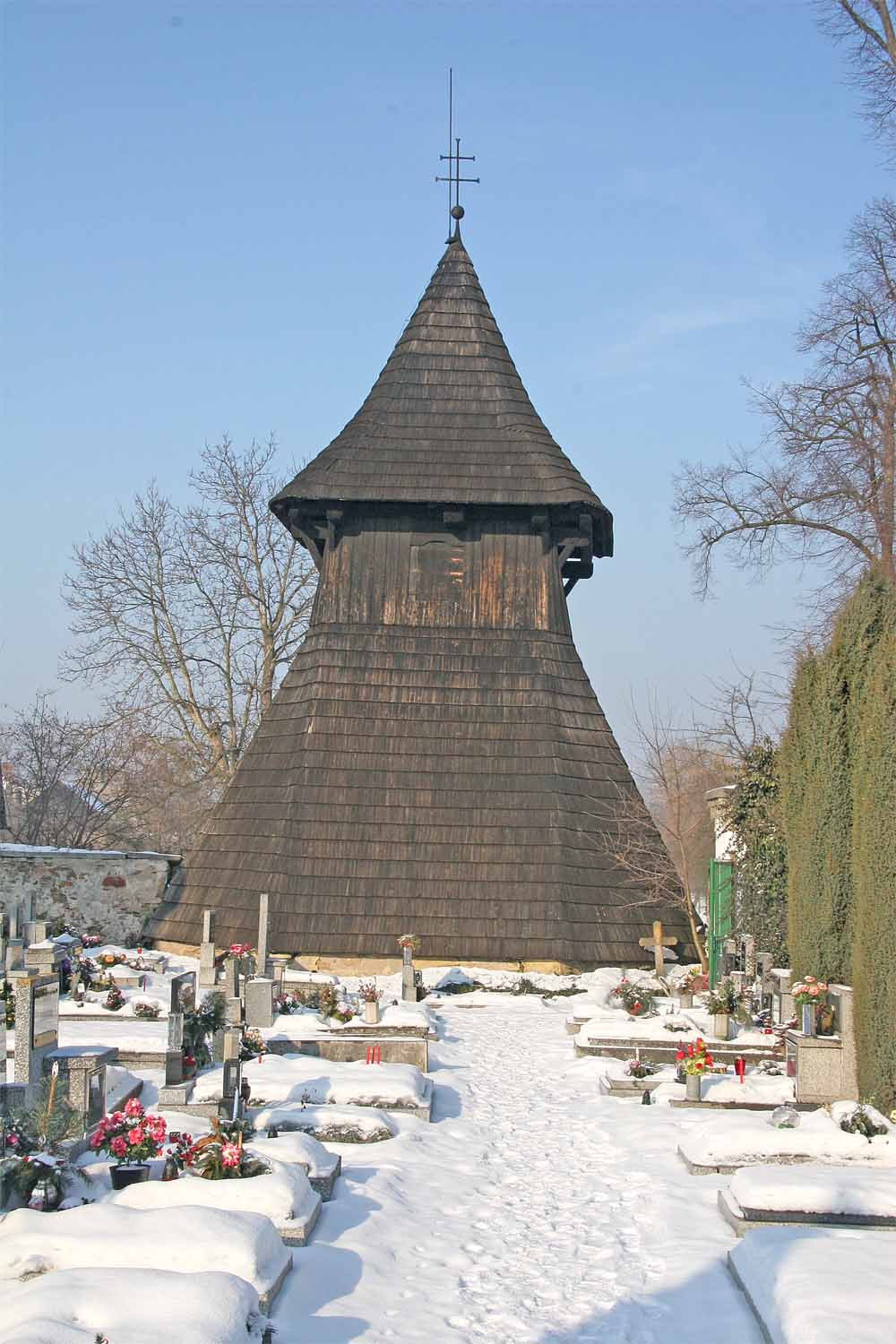
Dřevěná zvonice z 16. století v Semíně
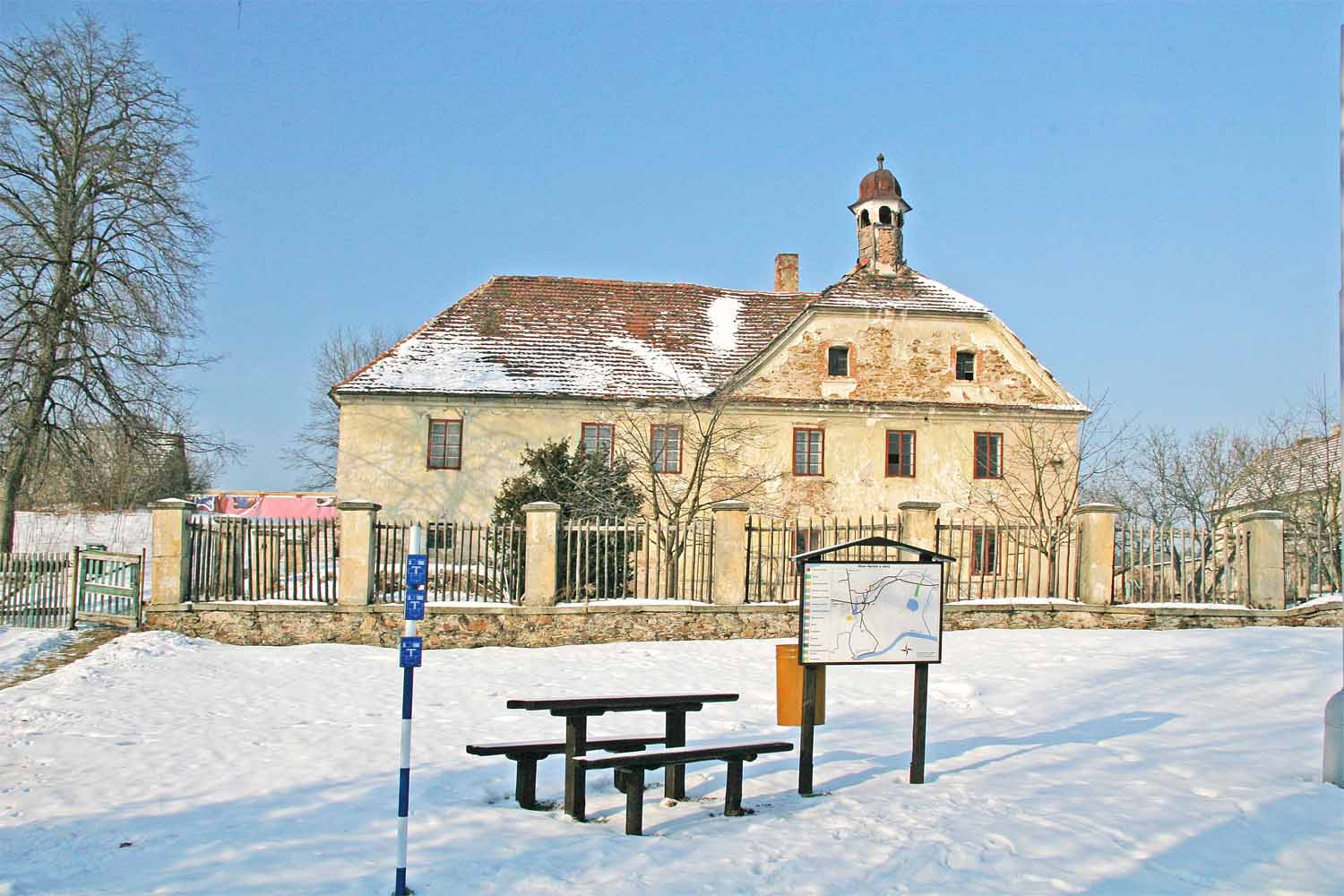
Bývalý barokní zámek a později pivovar v Semíně
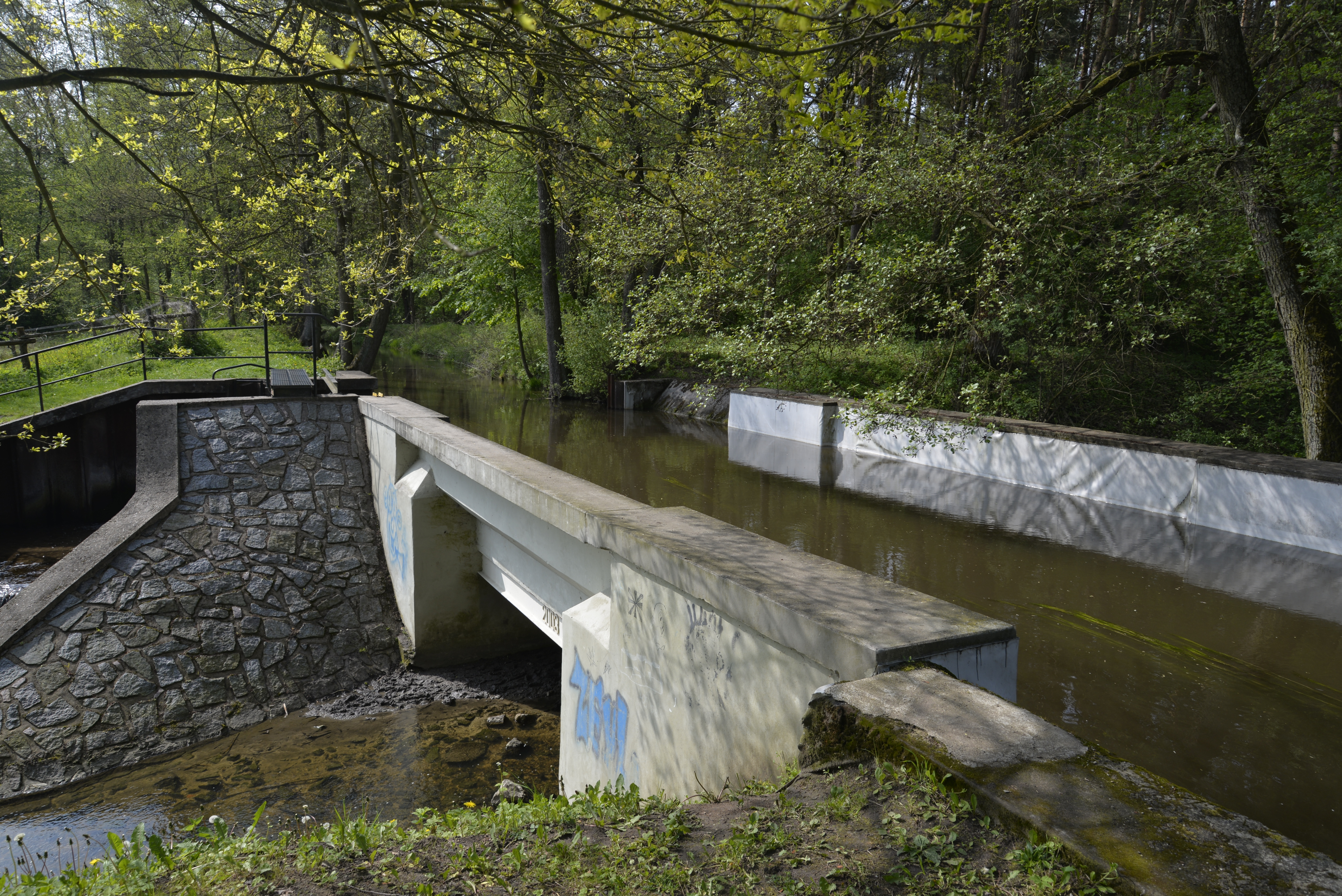
Akvadukt
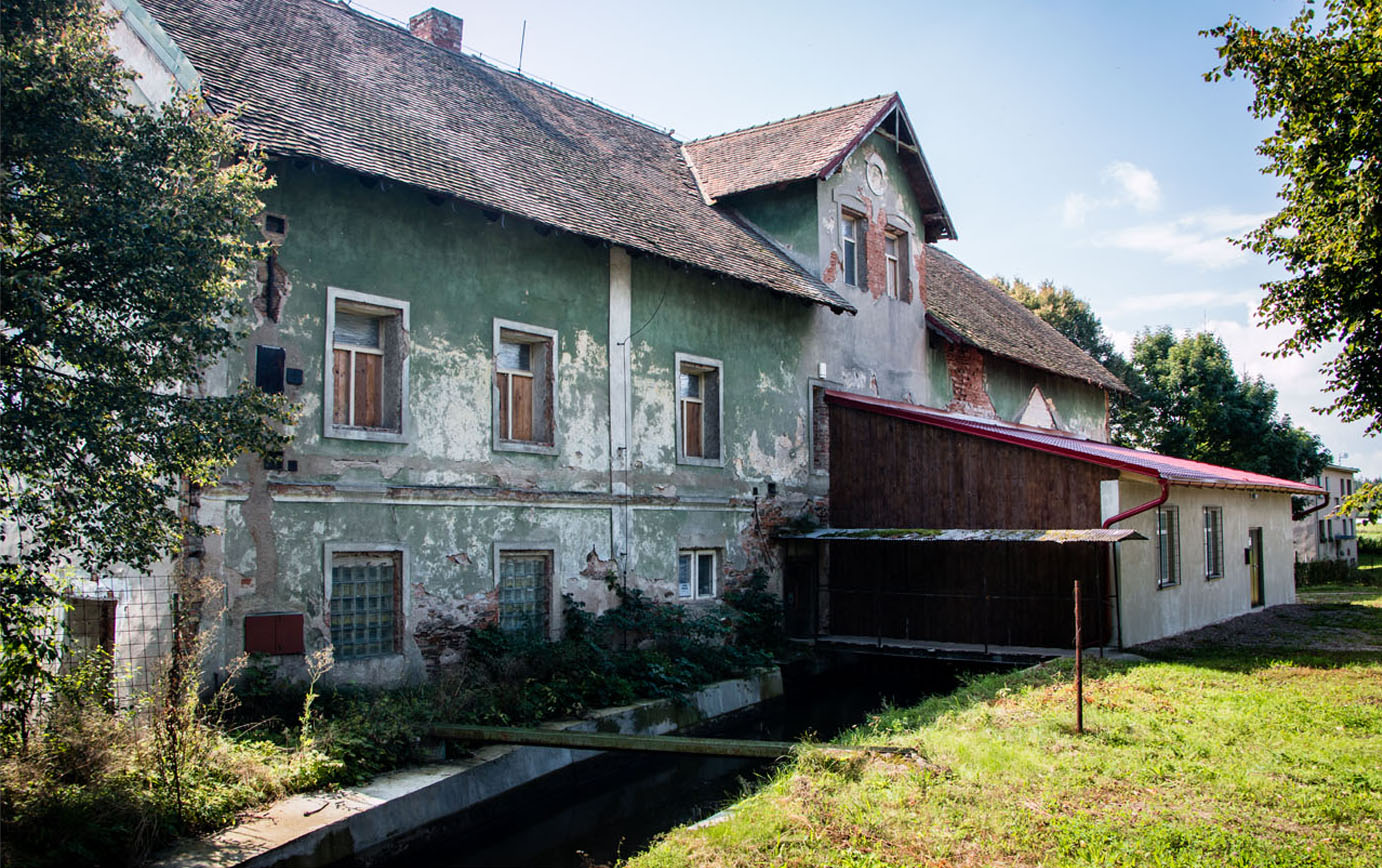
Starý mlýn s malou vodní elektrárnou